# Lijst van ambassadeurs van Suriname in de Verenigde Staten
Deze lijst van ambassadeurs van Suriname in de Verenigde Staten is een overzicht van de officiële vertegenwoordigers van Surinaamse regering in de Amerikaanse hoofdstad Washington D.C.

## Lijst van ambassadeurs
| Geloofsbrief     | einde termijn | ambassadeur        | opmerking                               |
| ---------------- | ------------- | ------------------ | --------------------------------------- |
| 30 november 1976 |               | Roël F. Karamat    | Karamat trad als eerste ambassadeur aan |
|                  |               | Rudy van Bochove   |                                         |
| 4 juni 1981      |               | Henk Heidweiller   |                                         |
| 29 augustus 1984 |               | Donald McLeod      |                                         |
| 18 februari 1986 |               | Arnold Halfhide    |                                         |
| 11 mei 1989      |               | Wim Udenhout       |                                         |
| 8 september 1997 |               | Arnold Halfhide    |                                         |
| 10 oktober 2001  |               | Henk Illes         |                                         |
| 27 februari 2007 |               | Jack Kross         |                                         |
| 23 februari 2011 | circa 2016    | Subhas Mungra      |                                         |
| 21 juli 2017     | ?             | Niermala Badrising |                                         |
| maart 2022       |               | Marten Schalkwijk  |                                         |